# Slaget vid Gumbinnen
Slaget vid Gumbinnen var ett slag under första världskriget som ägde rum den 20 augusti 1914, i närheten av staden Gumbinnen i Ostpreussen. Den tyska 8:e armén, under befäl av Max von Prittwitz, försökte sig på ett motanfall mot den avancerande ryska 1:a armén, ledd av Paul von Rennenkampf, men tvingades till reträtt efter drygt ett dygns strider.  

## Upptakt
Då de tyska trupperna i Ostpreussen var numerärt underlägsna den anfallande ryska 1:a armén under Paul von Rennenkampf, som 17 augusti ryckt över gränsen, hade Prittwitz, som förde befälet över tyska 8:e armén, beslutat sig för att dra sig tillbaka 160 kilometer i syfte att locka ryssarna längre in i Ostpreussen, och därigenom kunna omringa dem. Tyska 1:a kåren hade dock lyckats uppsnappa ett meddelande från Rennenkampf till hans divisionschefer om att 20 augusti göra halt söder om Gumbinnen för att låta soldaterna vila och invänta framförandet av proviant och förnödenheter.
Hermann von François, som var chef för I:a kåren som mottog meddelandet var en aggressiv militär och starkt anti-slavisk och hade vägrat fullfölja Prittwitz order om att dra tillbaka sina trupper. När han fick meddelandet informerade han Prittwitz om att han tänkte anfalla ryssarna vid Gumbinnen i stället för att retirera. Prittwitz var tveksam, men gav sin underlydande tillstånd att fortsätta. För att ge François anfall större chans att lyckas lät han föra fram ytterligare två av sina kårer att stödja honom vid Gumbinnen, vilket endast lämnade en kår kvar i reserv. 

## Slaget
4.00 på morgonen den 20 augusti anföll François utan att invänta Prittwitz förstärkningar. De ryska förbanden blev helt överraskade, och drevs tillbaka åtta kilometer. François, som trodde sig ha vunnit en stor seger uppmanade nu de båda andra tyska kårerna att rycka fram med honom för att utplåna den ryska 1:a armén. Den ena anlände till stridsområdet 8.00 och den andra runt 12.00. I själva verket var de trupper François besegrat endast en svag förtrupp.
Då de tyska trupperna avancerade österut mötte de huvuddelen av 1:a armén, med dess artilleri. Tack vare den ineffektiva ryska stridsledningen blev man inte omedelbart besegrade, men då de insåg hur underlägsna de var började först den tyska XVII kåren att dra sig tillbaka. De båda andra kårerna, däribland François I:a kår, tvingades nu även att retirera och kvarlämnade 6 000 krigsfångar.

## Efter slaget
Prittwitz fick panik då han underrättades om förlusterna och den oordnade reträtten. Han var osäker på var den ryska 2:a armén befann sig och befarade att ryska 1:a armén skulle förfölja hans flyende trupper. I själva verket hade ryska 1:a armén drabbats av svåra förluster och Rennenkampf blivit försiktig. Han ville inte äventyra sin uttröttade armé och gick därför i försvarsställning.
Då Prittwitz informerade Helmuth von Moltke den yngre om sina planer på att utrymma Ostpreussen blev denne rasande och beordrade ett omedelbart stopp på reträtten. Prittwitz och hans stabschef avskedades omgående och ersattes av Paul von Hindenburg och Erich Ludendorff.